# (38337) 1999 RP136
1999 RP136 (asteroide 38337) é um asteroide da cintura principal. Possui uma excentricidade de 0.11575580 e uma inclinação de 14.44543º.
Este asteroide foi descoberto no dia 9 de setembro de 1999 por LINEAR em Socorro.